# Zdíkovec
Zdíkovec (dříve Malý Zdíkov, také Malý Ždíkov či Ždíkovec, německy Klein Zdikau) je vesnice, část obce Zdíkov v okrese Prachatice v Jihočeském kraji. Nachází se asi dva kilometry severně od Zdíkova. Prochází zde silnice II/145 a silnice II/170. Je zde evidováno 60 adres. V roce 2011 zde trvale žilo 135 obyvatel.
Zdíkovec je také název katastrálního území o rozloze 1,89 km².

## Historie
První písemná zmínka o vesnici pochází z roku 1318.
V roce 1896 zahájil činnost Spořitelní a záložní spolek pro farní osadu Zdíkoveckou. Do spádového obvodu spolku patřily: Zdíkovec, Branišov, Hodonín, Jaroškov, Zdíkov, Masákova Lhota, Račov, Putkov a Žirec. Koncem roku 1912 měl spolek 529 členů.

## Obyvatelstvo
| Rok            | 1869 | 1880 | 1890 | 1900 | 1910 | 1921 | 1930 | 1950 | 1961 | 1970 | 1980 | 1991 | 2001 | 2011 | 2021 |
| -------------- | ---- | ---- | ---- | ---- | ---- | ---- | ---- | ---- | ---- | ---- | ---- | ---- | ---- | ---- | ---- |
| Počet obyvatel | 215  | 267  | 322  | 319  | 314  | 297  | 252  | 177  | 187  | 215  | 174  | 146  | 139  | 135  | 128  |
| Počet domů     | 24   | 29   | 29   | 30   | 30   | 31   | 36   | 38   | 118  | 44   | 41   | 49   | 53   | 54   | 57   |

## Obecní správa
Při sčítání lidu v letech 1850–1979 Zdíkovec byl samostatnou obcí, se kterým patřil nejprve do okresu Strakonice, ale v letech 1890–1930 v okrese Prachatice, v roce 1950 v okrese Vimperk a od roku 1960 opět v okrese Prachatice. Od 1. ledna 1980 je částí obce Zdíkov v okrese Prachatice. V letech 1850–1879 k obci patřil Úbislav a v letech 1850–1979 také Branišov, Hodonín a Jaroškov.

## Pamětihodnosti a zajímavosti

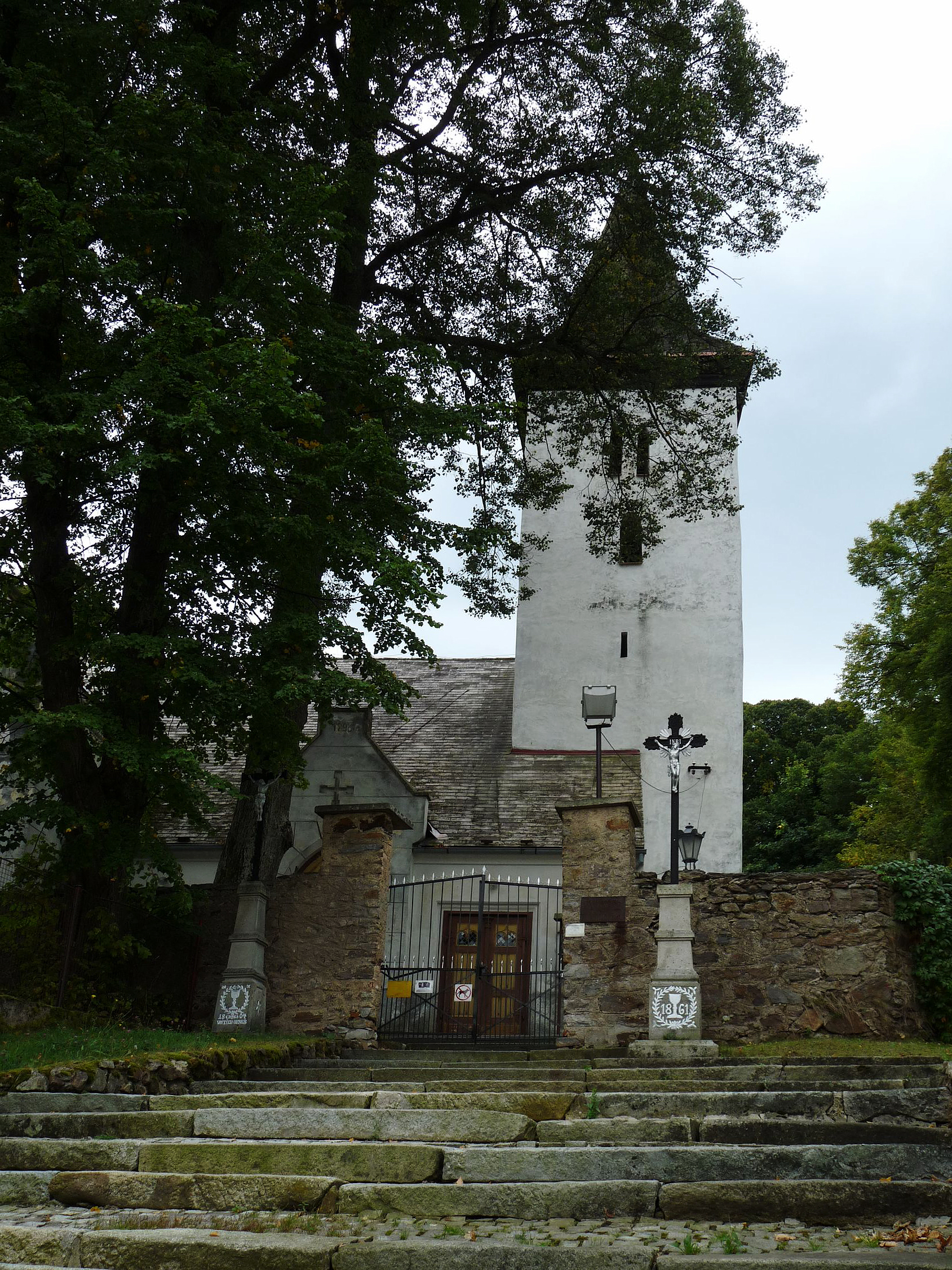
Kostel svatého Petra a Pavla

- Farní kostel svatého Petra a Pavla s původním středověkým vstupem ze 14. století (někde se uvádí i 13. století) a pozdně románskou západní částí s věží a s přistavěnou novogotickou východní částí kostela z let 1896-1899. U kostela se nachází hřbitov, jehož původní okrouhlý tvar byl na jihu rozšířen na obdélníkový v roce 1904.
- Obecná škola z roku 1843[13] stojící vedle farního kostela sv. Patra a Pavla, na návrší nad údolím, která později sloužila jako ubytovací zařízení pro Střední pedagogickou školu v Prachaticích, následně jako penzion a nyní je chystána její rekonstrukce (započetí 2021)[zdroj?]
- Dva kříže před kostelem z let 1861 a 1864
- Pomník obětem první světové války u kostela
- Pomník obětem nacismu u kostela
- Kaplička svaté Panny Marie při cestě na Masákovu Lhotu z roku 1791
- Most se soškou svatého Jana Nepomuckého při cestě na Zdíkov z roku 1861
- Několik křížků
- Rybník Zdíkovec na Zdíkovském potoce